# Huaca del Sol
Lo Huaca del Sol è un tempio in mattoni di adobe costruito dalla civiltà Moche presso la costa del Perù attuale. Il tempio è una delle varie rovine che si trovano vicino al monte di Cerro Blanco, nel deserto costiero vicino a Trujillo. L'altra rovina importante nelle vicinanze è Huaca de la Luna, un tempio più piccolo ma maggiormente preservato.
Fino al 450 vennero completati otto diversi stadi di costruzione. La costruzione avveniva aggiungendo nuovi mattoni sopra quelli vecchi a strati. Gli archeologi stimano che il tempio fosse composto da 50 a 100 milioni di mattoni di adobe, e che fosse la struttura in adobe più grande nelle Americhe.
Huaca del Sol era composto da quattro livelli principali e la struttura venne espansa e ricostruita da diversi governatori nel corso del tempo. Situata al centro della città capitale dei Moche, gli indizi ritrovati fanno pensare che il tempio fosse usato per attività rituali e come residenza reale.
Quando gli spagnoli occuparono il Perù nel XVII secolo, le acque del Rio Moche vennero fatte scorrere oltre la base del Huaca del Sol per facilitare il recupero di artefatti d'oro dal tempio. La creazione di questa mina idraulica danneggiò gravemente il tempio e si è stimato che circa due terzi della struttura sia stata erosa oppure sia stata vittima di saccheggi. La struttura rimanente è alta 41 metri, originalmente si pensa che fosse alta circa 50 metri.